# جودسینا (آرکانزاس)
جودسینا (آرکانزاس) (به انگلیسی: Judsonia, Arkansas) یک شهر در ایالات متحده آمریکا با جمعیت ۱٬۹۸۲ نفر است که در آرکانزاس واقع شده‌است.

## موقعیت جغرافیایی
موقعیت جغرافیایی شهرها و مناطق اطراف به شرح زیر است: